# George William Manby
George William Manby, né le 28 novembre 1765 à Denver (Norfolk) et décédé le 18 novembre 1854 à Great Yarmouth, est un auteur et inventeur anglais. Il a conçu un dispositif pour sauver la vie des naufragés et la première forme moderne de l'extincteur.

## Vie
Manby étudia à l'école de Downham Market. Bien qu'il affirme avoir été un ami de Horatio Nelson, ce n'est probablement pas vrai étant donné que Nelson quitta l'école avant lui.
À l’âge de 17 ans, Il se porta volontaire pour combattre lors de la  guerre d'Indépendance américaine, mais sa requête fut rejetée en raison de sa jeunesse et de sa petite taille. Au lieu de cela, il intégra l’Académie royale militaire de Woolwich, puis rejoint la milice Cambridgeshire où il gagna le grade de capitaine.
En 1793, Il se maria et hérita des biens de la famille de sa femme. Il la quitta en 1801 après avoir été blessé par balle par son amant et s’installa à Clifton (Bristol).
Il publia plusieurs livres, tels que The History and Antiquities of St David's (L'histoire et des antiquités de St David) (1801), Sketches of the History and Natural Beauties of Clifton (Esquisses de l'histoire et de beautés naturelles de Clifton) (1802) et A Guide from Clifton to the Counties of Monmouth, Glamorgan, etc.( un guide de Clifton pour les comtés de Monmouth, Glamorgan, etc) (1802).
En 1803, son pamphlet An Englishman's Reflexions on the Author of the Present Disturbances (Les Réflexions d'un Anglais sur l'auteur des troubles actuels) sur les plans de Napoléon  pour envahir l'Angleterre, intéressa fortement le secrétaire de la guerre, Charles Yorke  qui fut impressionné. Ce dernier recommanda Manby d'être nommé Quartier-Maître à Great Yarmouth.
Le 18 février 1807, au cours d'une tempête, il assiste, en tant que spectateur impuissant, à l’échouage du navire militaire le Snipe de Great Yarmouth. Selon certains témoignages, 214 personnes périrent noyées (y compris les prisonniers de guerre français, les femmes et les enfants). À la suite de cette tragédie, Manby expérimenta les mortiers pour mettre au point le mortier Manby (Manby Mortar) qu’il coupla à l’utilisation des tyroliennes dans le but de tirer une corde mince depuis la terre dans le gréement d'un navire en détresse. Une corde plus épaisse, attachée à la corde mince, pourrait être tiré depuis le bord du navire. Cette invention n’est pas sans rappeler l’épisode de sa jeunesse de 1783, lorsqu’il tira sur l'église de Downham avec un mortier.
Son invention fut officiellement adoptée en 1814, suivis de la mise en place d’une série de stations de mortier le long des côtes anglaises. Il a été estimé qu'au moment de sa mort, près de 1000 personnes avaient été secourus par des navires échoués au moyen de son appareil.
Bien que Mamby reçoive la paternité de cette invention, le véritable concepteur fut l’agronome et inventeur français Jacques Joseph Ducarne de Blangy à la fin du XVIIIe siècle.
Manby construisit également un «insubmersible» navire. Le premier test a en effet prouvé qu'il est flottant lorsque la plupart remplis avec de l'eau, mais les marins (qui n’apprécient pas spécialement Manby) a secoué le bateau d'avant en arrière, de sorte qu'il finit par se retourna. Les bateliers dépendaient des cargaisons laissées par les naufrages, et peut-être, pensaient-ils, que le mortier de Manby était une menace pour leur gagne-pain.
En 1813, Manby inventa l’extincteur, le premier sous pression portable. Il s'agissait d'un récipient fermé de cuivre de 3 gallons contenant du carbonate de potassium sous air comprimé. Il inventa également un dispositif destiné à sauver les gens qui étaient tombés à travers la glace.
En 1821, il s'embarqua pour le Groenland avec William Scoresby, dans le but de tester un nouveau type d’harpon pour la chasse, base sur les mêmes principes que son mortier. Cependant, son dispositif fut saboté par les baleiniers. Il publia son récit sous le titre Journal of a Voyage to Greenland (journal d'un voyage au Groenland). Cet écrit contenait des observations sur la flore et la faune des régions de l'Arctique ainsi que la pratique de la chasse à la baleine.
Il fut le premier à préconiser une brigade de pompiers national, et est considéré par certains comme un véritable fondateur de la Royal National Lifeboat Institution (RNLI). Il a été élu membre de la Royal Society en 1831 en reconnaissance de ses nombreuses réalisations.
À la fin de savie, Manby était devenu obsédé par Nelson, transformant sa maison en musée Nelson rempli de souvenirs dans le sous-sol.
Manby est également devenu l'un des parrains d'Auguste Onslow Manby Gibbes (1828-1897), le plus jeune fils du receveur des douanes de Great Yarmouth 1827-1833, le colonel John George Nathaniel Gibbes (1787-1873).

## Pour en savoir plus
From Rock and Tempest – The Life of George William Manby, Kenneth Walthew, 1971, SBN: 713802871